# Krklino
Krklino (makedonska: Крклино) är en ort i Nordmakedonien. Den ligger i den sydvästra delen av landet, 100 kilometer söder om huvudstaden Skopje. Krklino ligger 646 meter över havet och antalet invånare är 714.